# スヴェン・ハンナバルト
スヴェン・ハンナバルト（Sven Hannawald、1974年11月9日 - ）は、ドイツ、ザクセン州ミットレラー・エールツゲビルクス郡エルラブルン出身の元スキージャンプ選手。
1990年代後半から2000年代前半に、マルティン・シュミットとともにドイツを代表する選手だった。

## プロフィール

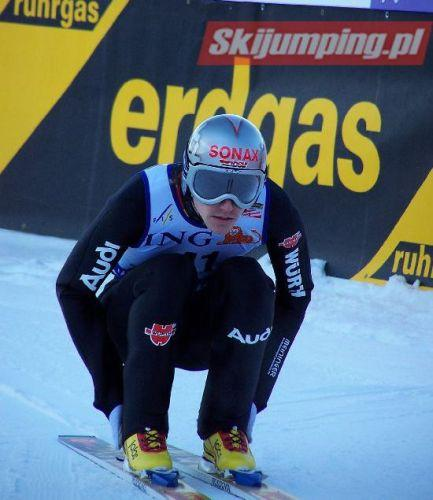
Sven Hannawald (2004)

ハンナバルトはエルラブルンで生まれ、オーレ山脈中の（SC　ディナモ・ヨハンゲオルゲンシュタットがある）ハンゲオルゲンシュタットの近くの町で育った。12歳のとき、同じザクセン州のクリンゲンタール（SG ディナモ・クリンゲンタール）のスポーツ専門学校進むこととなった。1991年、彼の一家はハンナバルトがFurtwangen Ski Boarding Schoolに転校したのに伴いウルム近郊のJettingen-Scheppachへ移り住んだ。そこで、彼はコミュニケーションエレクトロニクスを修了した。現在はベルリンでガールフレンドのネイディーンと息子マッテオ（2006年12月2日生まれ）と一緒に暮らしている。
1997年、23歳の時までは目立った成績を上げる選手ではなかった。
1998年1月6日にワールドカップ初優勝を記録、続くオーベルストドルフでのスキーフライング世界選手権と1998年長野オリンピックのラージヒル団体でともに銀メダルを獲得した。このシーズン、ワールドカップ総合で6位に入る。
翌1998/1999シーズン、ラムサウの世界選手権で、マルティン・シュミットに次いでラージヒル個人で銀メダルを獲得、団体では金メダルを獲得した。
2000年にはヴィケルスン（ノルウェー）のスキーフライング世界選手権大会で初優勝。さらにホルメンコーレンスキー大会で優勝するなどワールドカップ4勝をあげて総合4位となった。
2000/01シーズンの世界選手権（フィンランド、ラハティ）ではノーマルヒル団体で銅メダル、ラージヒル団体で金メダルを獲得した。
翌2001/02シーズンはキャリアベストともいえる成績を残した。伝統のジャンプ週間で史上初の4戦全勝で総合優勝を達成した。2002年ソルトレークシティオリンピックでは団体戦で金メダル、ノーマルヒル個人で銀メダルを獲得した。スキーフライング世界選手権でも自身2度目の優勝。
さらにワールドカップでは6勝をあげて自己最高位となる総合2位になった。これらの実績により2002年のドイツスポーツマンオブザイヤーにノミネートされた。
2002/03シーズンもワールドカップで6勝を挙げ前年に続き総合2位となる。
しかしこの後、ハンナバルトは燃え尽き症候群に苦しみ、2004年4月29日に、精神医学的な治療を受けたことを明らかにした。治療の結果回復して再び公の場に姿を現した。
2005年8月3日に、ハンナバルトはスキージャンプ選手としての経歴を終えた。
マネージャーを通して、燃え尽き症候群から回復したあともはやプロスポーツのストレスで苦しみたくなかったと説明した。
ワールドカップ通算18勝（2位12回、3位10回）。総合優勝を果たしていない選手の中ではアンドレアス・ビドヘルツルと共にタイ記録である。